# Кубок Андорри з футболу 2011
Кубок Андорри з футболу 2011 — 19-й розіграш кубкового футбольного турніру в Андоррі. Переможцем втретє стала Сан-Жулія.

## Календар
| Раунд        | Дата                        | Матчі | Клуби   |
| ------------ | --------------------------- | ----- | ------- |
| Перший раунд | 15-16 січня 2011            | 4     | 16 → 12 |
| Другий раунд | 23 січня 2011               | 4     | 12 → 8  |
| 1/4 фіналу   | 30 березня - 10 квітня 2011 | 8     | 8 → 4   |
| 1/2 фіналу   | 17 квітня/1 травня 2011     | 4     | 4 → 2   |
| Фінал        | 8 травня 2011               | 1     | 2 → 1   |

## Перший раунд
| Команда 1           | Рахунок | Команда 2               |
| ------------------- | ------- | ----------------------- |
| 15 січня 2011       |         |                         |
| Енгордані (2)       | 4:3     | Лузітанос II (2)        |
| 16 січня 2011       |         |                         |
| Санта-Колома II (2) | 2:4     | Екстременья (2)         |
| Ранжерс (2)         | 4:1     | Пенья Енкарнада (2)     |
| Принсіпат II (2)    | 2:3     | Атлетік (Ескальдес) (2) |

## Другий раунд
| Команда 1               | Рахунок | Команда 2                   |
| ----------------------- | ------- | --------------------------- |
| 23 січня 2011           |         |                             |
| Екстременья (2)         | 1:2     | Каса Естрелла дель Бенфіка  |
| Атлетік (Ескальдес) (2) | 1:6     | Інтер (Ескальдес-Енгордань) |
| Енгордані (2)           | 1:6     | Енкамп                      |
| Ранжерс (2)             | 4:1     | Принсіпат                   |

## 1/4 фіналу
| Команда 1                   | Заг. | Команда 2      | 1-й матч | 2-й матч |
| --------------------------- | ---- | -------------- | -------- | -------- |
| 30 березня/6 квітня 2011    |      |                |          |          |
| Ранжерс (2)                 | 1:11 | Сан-Жулія      | 0:3      | 1:8      |
| 3/10 квітня 2011            |      |                |          |          |
| Каса Естрелла дель Бенфіка  | 0:11 | Уніо Еспортива | 0:7      | 0:4      |
| Інтер (Ескальдес-Енгордань) | 1:8  | Лузітанос      | 0:6      | 1:2      |
| Енкамп                      | 0:19 | Санта-Колома   | 0:9      | 0:10     |

## 1/2 фіналу
| Команда 1               | Заг.         | Команда 2 | 1-й матч | 2-й матч |
| ----------------------- | ------------ | --------- | -------- | -------- |
| 17 квітня/1 травня 2011 |              |           |          |          |
| Уніо Еспортива          | 4:2          | Лузітанос | 2:1      | 2:1      |
| Санта-Колома            | 5:5 пен. 1:4 | Сан-Жулія | 2:3      | 3:2 дч   |

## Фінал
| 8 травня 2011 18:00 (UTC+2) |

| Уніо Еспортива | 1:3      | Сан-Жулія                   |
| -------------- | -------- | --------------------------- |
| Антон 51'      | Протокол | Варела 49' Бесора 94', 103' |

| Комуналь д'Айшовалль, Айшоваль |